# Những người bạn tưởng tượng
Những người bạn tưởng tượng (tên tiếng Anh: IF hay Imaginary Friends) là một bộ phim điện ảnh hoạt hình người đóng Mỹ thuộc thể loại hài kỳ ảo về những người bạn tưởng tượng ra mắt vào năm 2024 do John Krasinski làm đạo diễn, viết kịch bản kiêm đồng sản xuất. Phim có sự tham gia của dàn diễn viên người đóng bao gồm Ryan Reynolds, Krasinski, Cailey Fleming, Fiona Shaw, Alan Kim và Liza Colón-Zayas, bên cạnh các diễn viên lồng tiếng gồm Phoebe Waller-Bridge, Louis Gossett Jr. và Steve Carell.
Những người bạn tưởng tượng được phát hành tại Hoa Kỳ bởi Paramount Pictures vào ngày 17 tháng 5 năm 2024. Tác phẩm nhìn chung nhận về những lời nhận xét trái chiều từ giới chuyên môn.

## Tiền đề
Một cô bé nhỏ mang tên Bea có khả năng nhìn thấy những người bạn tưởng tượng của mọi người, hay gọi tắt là những IF, những người đã bị những đứa trẻ mà họ giúp đỡ bỏ rơi. Đồng thời, Bea cũng vô tình phát hiện ra rằng người hàng xóm, Người đàn ông tầng trên, cũng có khả năng tương tự cô.

## Diễn viên
- Ryan Reynolds thủ vai Người đàn ông tầng trên, hàng xóm của Bea[1]
- Cailey Fleming thủ vai Bea[1]
- John Krasinski
- Fiona Shaw thủ vai Bà ngoại[1]
- Alan Kim thủ vai Benjamin[1]
- Liza Colón-Zayas
- Bobby Moynihan

### Lồng tiếng
- Steve Carell lồng tiếng vai Blue[1]
- Phoebe Waller-Bridge lồng tiếng vai Blossom[1]
- Louis Gossett Jr. lồng tiếng vai Gấu
- Emily Blunt lồng tiếng vai Kỳ lân[1]
- Matt Damon lồng tiếng vai Bông hoa
- Maya Rudolph lồng tiếng vai Ally[1]
- Jon Stewart lồng tiếng vai Rô bốt[1]
- Sam Rockwell lồng tiếng vai SDog
- Sebastian Maniscalco lồng tiếng vai Nhà ảo thuật chuột[1]
- Christopher Meloni lồng tiếng vai Cosmo[1]
- Richard Jenkins lồng tiếng vai Mô hình hoạt hình
- Awkwafina lồng tiếng vai Octocat[1]
- Vince Vaughn

## Sản xuất
Vào tháng 10 năm 2019, Paramount Pictures đã thành công trả giá cao hơn Lionsgate và Sony cũng như những hãng phim khác để lấy được bản quyền Imaginary Friends và dự án sẽ được phát triển bởi John Krasinski và Ryan Reynolds với Krasinski sẽ đảm nhận vai trò biên kịch kiêm chỉ đạo bộ phim. Tháng 5 năm 2021, hãng Sunday Night Productions của Krasinski và Maximum Effort của Reynolds đã ký kết hợp đầu đầu tiên với Paramount. Vào tháng 10, 2021, Phoebe Waller-Bridge và Fiona Shaw xác nhận tham gia vào dàn diễn viên của phim. Đến tháng 1, 2022, Steve Carell, Alan Kim, Cailey Fleming và Louis Gossett Jr. là những cái tên tiếp theo sẽ tham gia vào bộ phim. Bộ phim sẽ là lần tái hợp giữa Krasinski và Carell, cả hai đã từng tham gia bộ phim The Office (2005–2013) trước đây. Tháng 8, 2022, Bobby Moynihan được thông báo sẽ tham gia vào dàn cast của phim. Tại sự kiện CinemaCon 2023 vào tháng 4 năm 2023, toàn bộ dàn diễn viên lồng tiếng và người đóng của phim đã chính thức được công bố.

### Quay phim
Công đoạn quay phim chính được bắt đầu vào ngày 31 tháng 8, 2022 với Janusz Kamiński sẽ đảm nhận vai trò quay phim, và chính thức được đóng máy vào đầu tháng 5 năm 2023.

## Âm nhạc
Vào tháng 1, 2024, Krasinski đã tiết lộ rằng Michael Giacchino sẽ tham gia soạn nhạc cho bộ phim.

## Phát hành
Những người bạn tưởng tượng được dự kiến sẽ công chiếu tại các phim vào ngày 17 tháng 5, 2024 bởi Paramount Pictures. Tuy nhiên, lịch công chiếu ban đầu của phim lần lượt là 17 tháng 11, 2023 và 24 tháng 5, 2024.